# 3b-hidroksi-5b-steroid dehidrogenaza
3b-hidroksi-5b-steroid dehidrogenaza (EC 1.1.1.277, 3beta-hidroksisteroid 5beta-oksidoreduktaza, 3beta-hidroksisteroid 5beta-progesteron oksidoreduktaza) je enzim sa sistematskim imenom 3beta-hidroksi-5beta-steroid:NADP+ 3-oksidoreduktaza. Ovaj enzim katalizuje sledeću hemijsku reakciju
3beta-hidroksi-5beta-pregnan-20-on + NADP+ {\displaystyle \rightleftharpoons } 5beta-pregnan-3,20-dion + NADPH + H+

## Literatura
- Nicholas C. Price; Lewis Stevens (1999). Fundamentals of Enzymology: The Cell and Molecular Biology of Catalytic Proteins (Third изд.). USA: Oxford University Press. ISBN 019850229X.
- Eric J. Toone (2006). Advances in Enzymology and Related Areas of Molecular Biology, Protein Evolution (Volume 75 изд.). Wiley-Interscience. ISBN 0471205036.
- Branden C; Tooze J. Introduction to Protein Structure. New York, NY: Garland Publishing. ISBN 0-8153-2305-0.
- Irwin H. Segel. Enzyme Kinetics: Behavior and Analysis of Rapid Equilibrium and Steady-State Enzyme Systems (Book 44 изд.). Wiley Classics Library. ISBN 0471303097.
- William P. Jencks (1987). Catalysis in Chemistry and Enzymology. Dover Publications. ISBN 0486654605.

## Spoljašnje veze
- 3beta-hydroxy-5beta-steroid+dehydrogenase на 